# Stictophaula armata
Stictophaula armata är en insektsart som beskrevs av Sigfrid Ingrisch 1994. Stictophaula armata ingår i släktet Stictophaula och familjen vårtbitare. Inga underarter finns listade i Catalogue of Life.